# OrCAD
OrCAD — gói phần mềm dùng để tự động hóa thiết kế điện tử. Được dùng chính trong chế tạo các bản điện tử mạch in để chế tạo mạch in, cũng như để tạo các sơ đồ điện tử và các chế bản của chúng.
Tên gọi OrCAD được tạo ra từ các từ Oregon và CAD.
Các sản phẩm của chuỗi OrCAD thuộc về công ty Cadence Design Systems. Bản cuối cùng của OrCAD có khả năng tạo và hỗ trợ cơ sở dữ liệu các vi mạch sẵn có. Cơ sở dữ liệu có thể được bổ sung bằng cách tải về các gói các thành phần sản xuất, như Texas Instruments.
Trong gói có các module sau:
- Capture — biên tập các sơ đồ nguyên lý,
- Capture CIS Option — điều hành các thư viện Active Parts,
- PSpice Analog Didital — gói của chế bản tương tự-số,
- PSpice Аdvanced Аnalysis — gói của tối ưu tham số,
- PSpice SLPS option — giao diện liên lạc với gói Matlab,
- PCB Designer — biên tập các topo các mạch in,
- SPECCTRA for OrCAD — chương trình của truy tìm tương tác và tự động,
- Signal Explorer — module phân tích sự nguyên vẹn của các tín hiệu và của các biến dạng giao.

## Các sản phẩm của gói OrCAD
- Capture CIS
- PSPICE
- Layout Plus